# حمزه ناشری
تقی‌الدین حمزه بن عبدالله ناشری (۱۴۳۰ - ۱۵۲۰م) فقیه، قاضی، تاریخ‌دان، ادیب، نویسنده و شاعر یمنی بود. از آثار اوست «مجموع زبید»، «الفیه فی غریب القرآن»، «البستان الزاهر فی طبقات علماء آل ناشر»، « سالفة العذاز فی الشعر المذموم و المختار». 